# Zombie Nation
Zombie Nation è un progetto tedesco di musica techno ed electro del DJ e produttore discografico di Monaco di Baviera Florian Senfter (alias Splank!).

## Carriera
Il primo EP di Zombie Nation è stato pubblicato nella primavera del 1999 sulla label Gigolo Records di DJ Hell. Un remix del brano Kernkraft 400 ha ottenuto ottimi piazzamenti nelle chart internazionali ed è diventato uno dei brani di musica elettronica da ballo più conosciuti.
Dal 2001 Florian Senfter ha pubblicato track su diverse label con il nome di Zombie Nation e con il suo pseudonimo John Starlight. Nel 2002 Splank! ha fondato la propria etichetta discografica, la Dekathlon Records, che all'inizio del 2005 è confluita nella nuova sublabel UKW Records. Su quest'ultima dal 2003 sono stati pubblicati tutti i supporti audio di Zombie Nation. Nel 2006 è uscito il terzo album Black Toys.
Il sound di Zombie Nation è un crossover di musica elettronica di ottima caratura, un'orgia di stili con una ricca dose di piccanti contaminazioni.
Nell'estate del 2007, in seguito ad una collaborazione come ZZT con l'artista canadese Tiga, è stato pubblicato il brano Lower State of Consciousness.
Zombie Nation dal 1999 è uno dei Live Act più gettonati della musica elettronica nello scenario dei club internazionali. Nei suoi concerti Splank! rinnova completamente ogni volta l'arrangiamento dei brani. Improvvisazioni con sample e sound creati appositamente per le esibizioni sono una caratteristica distintiva della sua musica. I pezzi forti del suo setup strumentale sono un AKAI MPC 4000 e diversi dispositivi per effetti sonori.

## Discografia

### Album
- 1999 - „Leichenschmaus“, LP (Gigolo 028)
- 2003 - „Absorber“ (Dekathlon 010)
- 2006 - „Black Toys“ (UKW 05)
- 2009 - „Zombielicious“ (UKW 12)
- 2012 - „RGB“ LP (Turbo Recordings)

### EP`s
- 1999 - „Kernkraft 400“ (Gigolo 019)
- 2001 - „Unload“ (Gigolo 082)
- 2003 - „Souls At Zero“ (con Sven Väth Remix) (Dekathlon 009)
- 2003 - „The Cut“ (con DJ Naughty Remix) (Dekathlon 012)
- 2005 - „Paeng Paeng“ (UKW 2 // ltd. 500)
- 2005 - „Paeng Paeng“ (Cocoon Records 17)
- 2006 - „Money Talks“ (UKW 3)
- 2006 - „Booster“ (UKW 4)
- 2007 - „Peace & Greed“ (UKW 6) (Remix de Yuksek ý Headman)
- 2007 - „Lower State Of Consciousness“, 12" que ZZT con Tiga (incl. Justice Remixes) (UKW/Turbo)
- 2007 - „Gizmode“, 12" (UKW 8)

### Remixes
- 1999 - Dakar & Grinser: „Take me naked“ (DiskoB 087)
- 2000 - Phillip Boa: „So What“ (BMG Ariola)
- 2001 - Takkyu Ishino: „Suck me Disko“ (Zomba Rec. EXEC 08)
- 2001 - I-f: „Space Invaders are smoking grass“ (Loaded/Eastwest Leaded 012)
- 2001 - Ladytron: „Playgirl“ (Labels/Virgin LC03098)
- 2002 - Colonel Abrahms: „Trapped“ (eastwest UPUS011.03)
- 2002 - Divine: „Native Love“ (Gigolo/EDM 090)
- 2002 - AFA / The Human League: „Being Boiled“ (Edel 0141690CLU)
- 2002 - My Robot Friend: „The Fake“ (Dekathlon 002)
- 2002 - Gater: „Taboo“ (Dekathlon 003)
- 2002 - Acid Scout: „Sexy Robot“ (Kurbel 027)
- 2003 - My Robot Friend: „Walt Whitman“ (Dekathlon 008)
- 2004 - NAM:LIVE: „The Church of NAM“ (Dekathlon 013)
- 2004 - Codec & Flexor: „Time has changed“ (Television 08)
- 2007 - Headman – "On" (Relish)
- 2008 - The Presets – "This Boy´s in Love" (Modular)